# Ginty Vrede

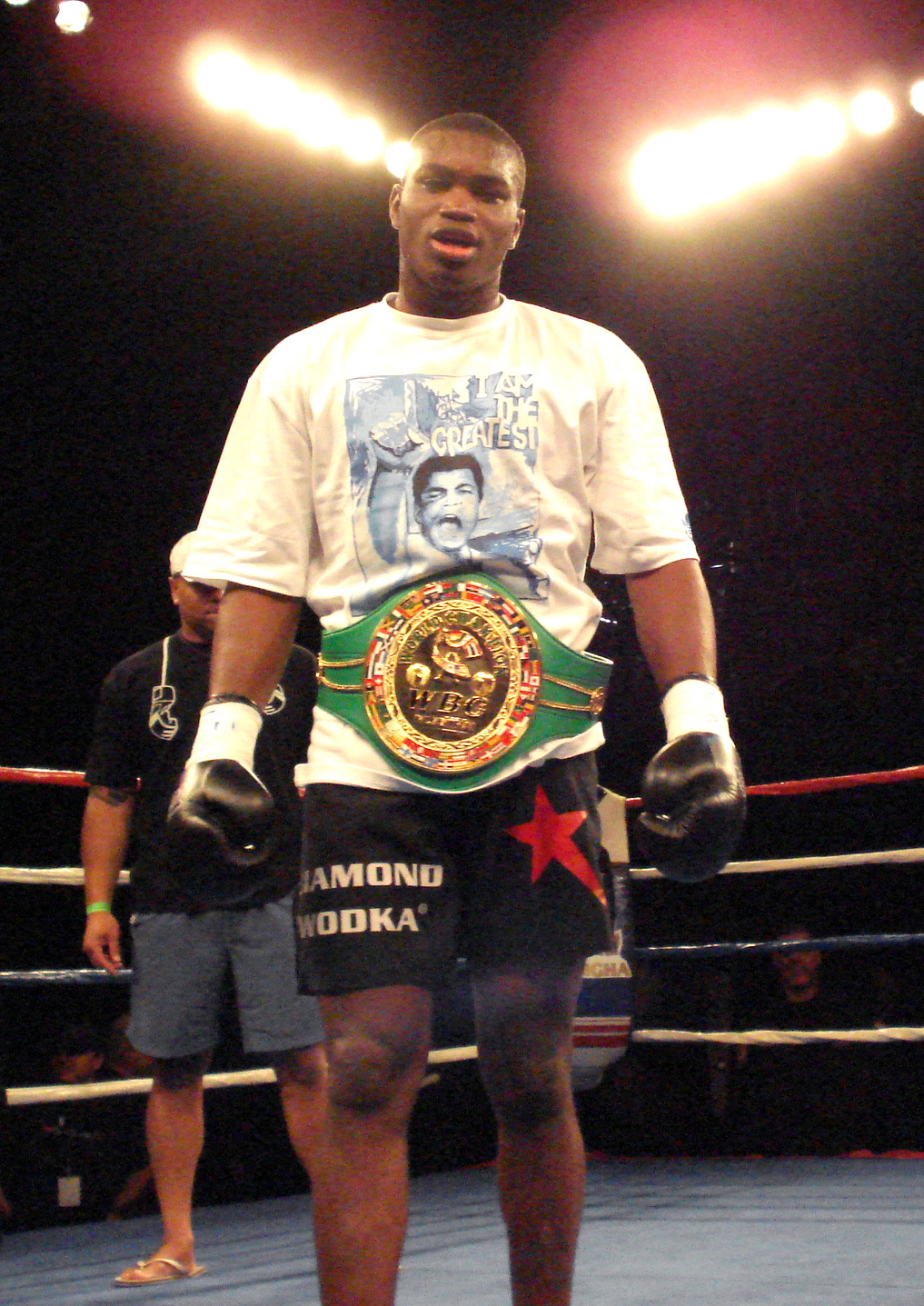
Ginty Vrede

Ginty Vrede (Paramaribo, 1 augustus 1985 - Heiloo, 28 januari 2008) was een Nederlands kickbokser van Surinaamse afkomst. 
In zijn drie jaar-durende carrière vocht hij 21 professionele wedstrijden waarvan hij er slechts 1 verloor, en waarvan hij er 19 door een knock-out won. In januari 2008 werd hij wereldkampioen zwaargewicht Muay-Thaiboksen in Las Vegas.
Op 28 januari 2008 overleed hij op 22-jarige leeftijd nadat hij in elkaar zakte op een training.